# Mark VI Monorail

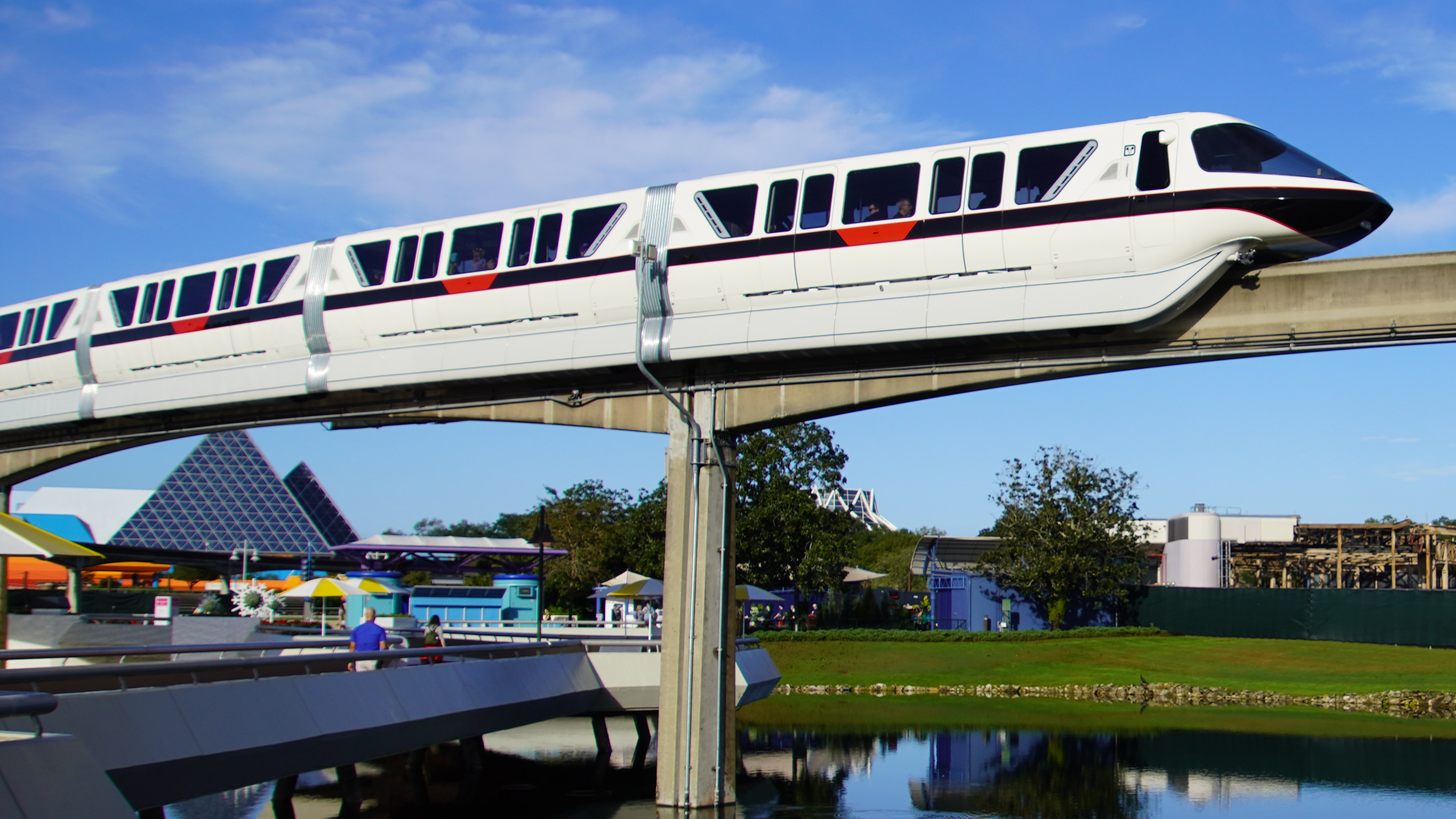
WDW Monorail

Die Mark VI Monorail ist ein Einschienenbahnzug von Bombardier, der beim Walt Disney World Monorail System und bei der Las Vegas Monorail benutzt werden. Im Jahr 1989 wurden die alten Mark IV Züge durch die neuen Mark VI Züge im Walt Disney World Resort ersetzt. Der letzte Mark IV wurde im Jahr 1991 ersetzt. Die Mark VI ersetzte im Jahr 2004 bei der Las Vegas Monorail zwei Mark IV Züge, welche vom Walt Disney World Resort übernommen wurden. Die Las-Vegas-Version der Züge unterscheiden sich optisch von den Disney Zügen. Außerdem sind die Züge in Las Vegas automatisiert. Dies fehlte den Disney Zügen bis zum Anfang ihrer Automatisierung im Jahr 2014.

## Technische Daten

Aufhängung

Die Züge wurden gebaut von der kanadischen Firma Bombardier für einen Preis von über 3,58 Millionen Dollar (3,31 Millionen Euro) pro gefertigtem Zug. Jedes Spitzenwagenteil ist 12,3 m lang und jede mittleren Wagenteile sind 8,6 m lang. Die in der Walt Disney World verwendeten Züge sind damit mit ihren 6 Wägen 62 m lang. Jedes Fahrzeug hat 20 Sitzplätze und 40 Stehplätze. Falls verfügbar können auch 4 Fahrgäste zusammen mit dem Fahrer in der Fahrerkabine Platz nehmen. Dies war bis zu einem Unfall im Jahre 2009 der Fall und wurde daraufhin eingestellt. Aufgrund dieses Unfalles werden die Disney-Züge auch sukzessive auf automatischen Betrieb umgestellt.

### Energieversorgung
Jeder Zug hat acht Elektromotoren, bei der jeder Motor mit 600 Volt Gleichstrom laufen um 75 kW zu produzieren. Weiterhin funktionieren die Motoren auch als elektromotorische Bremse. Die Disney Züge sind mit einem Geschwindigkeitsbegrenzer ausgestattet, welcher den Zug auf die maximale Geschwindigkeit von 89 km/h limitiert. Disney Regularien erlauben höchstens 64 km/h.

### Aufhängung
Die Aufhängung besteht aus einem Tragrad (engl.: laod tire) und zwei Führungsrädern (engl. guide tire) pro Sektion. Das Tragrad ist ein Michelin Rad der Größe XTE2 445/65R22.5. Dieses Rad läuft auf dem Fahrbalken (engl.: beam) aus Beton. Die Führungsräder dienen nur der Führung der Einschienenbahn auf dem Fahrbalken. Diese Räder sind mit Stickstoff gefüllt, um die Brandwahrscheinlichkeit beim Ausfall eines Rades zu verringern. Der Fahrbalken ist 66 cm breit.